# Emmanuel Faber

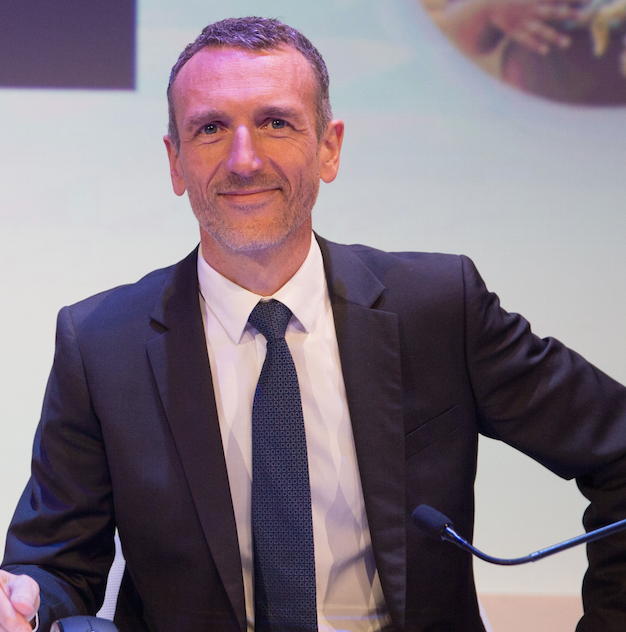
Emmanuel Faber (2016)

Emmanuel Faber (* 22. Januar 1964 in Grenoble)  ist ein französischer Manager. Er ist designierter Vorsitzender des International Sustainability Standards Board.

## Werdegang
Faber verbrachte einen Teil seiner Kindheit in Saint-Bonnet-en-Champsaur. Nach dem Abitur in Gap 1980 graduierte er an der HEC in Paris. Seine erste Anstellung erhielt er 1986 bei der Unternehmensberatung Bain & Company, wechselte dann aber zur Barings Bank und von dort zu Legris Industries. Bei Legris Industries wurde er 1996 zum CEO ernannt.
Ein Jahr später begann seine Tätigkeit beim Nahrungsmittelhersteller Danone. Zusammen mit dem Friedensnobelpreisträger Muhammad Yunus initiierte er unter anderem das Sozialunternehmen Grameen Danone Foods in Bangladesch. Er war zusammen mit Martin Hirsch in Projekten der Emmaus des verstorbenen Kapuzinerpaters Abbé Pierre aktiv. Im Oktober 2014 wurde er zum CEO von Danone, als Nachfolger von Franck Riboud, verlor diesen Posten allerdings nach wochenlangen Auseinandersetzungen auf der Aufsichtsratsversammlung vom 14. März 2021, nachdem er bereits am 1. März 2021 den Vorstandsvorsitz abgeben musste. Sein Nachfolger wird Gilles Schnepp.
Er ist Vater von drei Kindern.

## Werke
- Main basse sur la cité; éthique et entreprise. In: Collection Pluriel, Intervention. Hachette, [Paris] 1992, ISBN 2-01-019349-0 (gallica.bnf.fr).
- Chemins de traverse; vivre l’économie autrement. Albin Michel, [Paris] 2011, ISBN 978-2-226-23856-6 (Prix de l’Humanisme Chrétien).
- Quand la fragilité change tout. Hrsg.: Jean Vanier. Albin Michel, Paris 2013, ISBN 978-2-226-24960-9 (Konferenztexte).